# (5544) Казаков
(5544) Казаков (лат. Kazakov) — типичный астероид главного пояса, открыт 2 октября 1978 года советским астрономом Людмилой Журавлёвой в Крымской астрофизической обсерватории и 4 мая 1999 года назван в честь русского архитектора Матвея Казакова.

## Обнаружение и именование
(5544) Казаков
Открыт 2 октября 1978 года в Научном Л. В. Журавлёвой.
Назван в память о русском архитекторе Матвее Фёдоровиче Казакове (1738—1812), одном из основоположников классицизма в русской архитектуре XVIII века.
Оригинальный текст (англ.)5544 Kazakov
Discovered 1978-10-02 by Zhuravleva, L. V. at Nauchnyj.
Named in memory of Matvej Fedorovich Kazakov (1738—1812), Russian architect, one of the founders of classicism in Russian architecture in the eighteenth century.
Источники: DISCOVERY.DB; M.P.C. 34621.

## Орбита

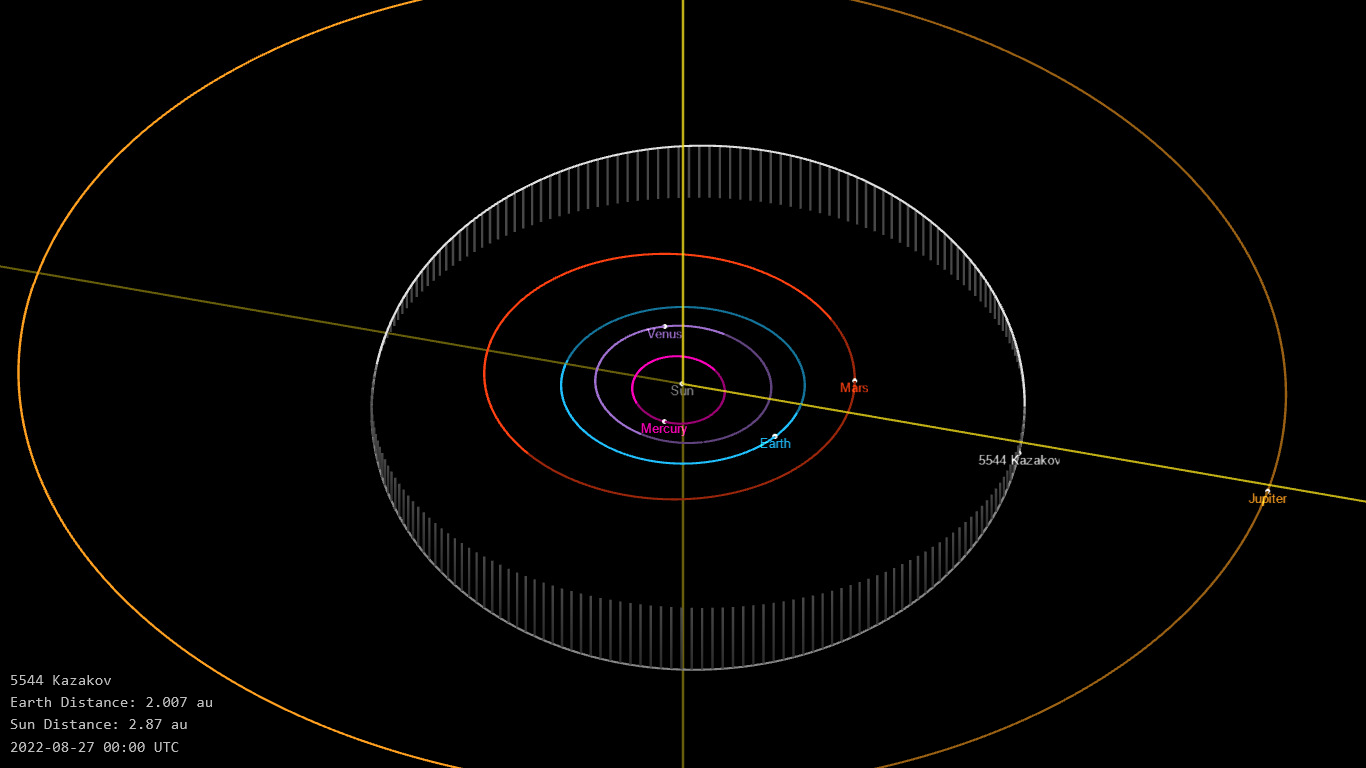
Орбита астероида Казаков и его положение в Солнечной системе

## Физические характеристики
По результатам обзора в инфракрасном диапазоне 2MASS Asteroid and Comet Survey звёздная величина астероида оценивалась равной
16,534±0,148m и 16,576±0,140m при наблюдениях на длине волны 1,3 мкм, 15,999±0,212m при наблюдениях на длине волны 1,6 мкм, 15,548±0,180m при наблюдениях на длине волны 2,2 мкм.